# Life Underwater
Life Underwater bylo multimediální dílo, které vytvořili hudebník John Cale a filmařka Zoe Beloff. Bylo volně založeno na legendě o Orfeovi s moderními prvky (nezdařená bankovní loupež). Rozpracované dílo (work in progress, tehdy dosahovalo délky šestnácti minut) bylo představeno 6. září 1992 v Mnichově, kde Calea (hlas a klavír) doprovázelo smyčcové kvarteto Soldier String Quartet a další. V tomto případě však šlo pouze o hudbu a Beloff se na vystoupení nijak nepodílela. Původ díla sahá až do doby, kdy spolu dvojice spolupracovala na filmu Wonderland USA, avšak trvalo další čtyři roky, než sehnali finance na jeho dokončení. Představení zahrnovalo Caleovu hudbu a černobílý film natočený na 16mm kameru (Beloff). Ve filmu Cale hraje Orfea, jenž se ohlíží za svým dětstvím, které prožil s bratrem a sestrou Eurydice. Jsou zde použity retrospektivní scény, v nichž osoby hrají dětští herci. Premiéra dokončeného díla proběhla ve dnech 22. a 23. dubna 1994 v St. Ann's Warehouse v New Yorku, a to opět za doprovodu Soldier String Quartet. Spolu s Calem byla vypravěčkou při vystoupení Ann Magnuson. Délka celého díla nyní dosahovala jedné hodiny. Části hudebního díla později Cale hrál v rámci turné The '99 Greenwich Delusion.